# Sebastian Schipper
Sebastian Schipper (Hannover, 8 maggio 1968) è un regista, attore e sceneggiatore tedesco.
Nel 2015 il suo film Victoria è stato nominato all'European Film Awards per il miglior film.

## Filmografia parziale

### Regista
- Absolute Giganten (1999)
- Ein Freund von mir (2006)
- Mitte Ende August (2009)
- Victoria (2015)

### Attore
- England!, regia di Achim von Borries (2000)